# Stahlachterbahn

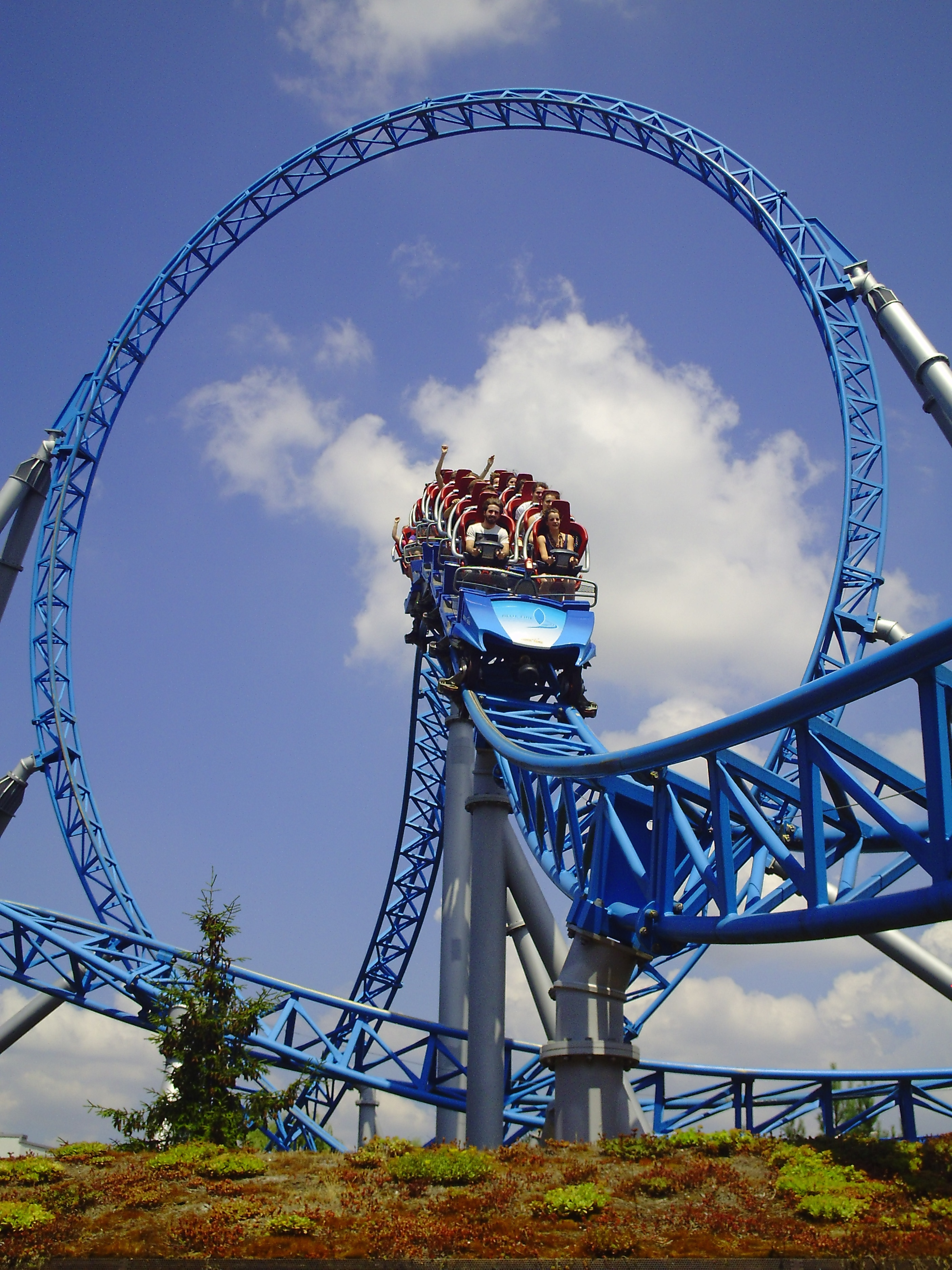
Blue Fire im Europa-Park

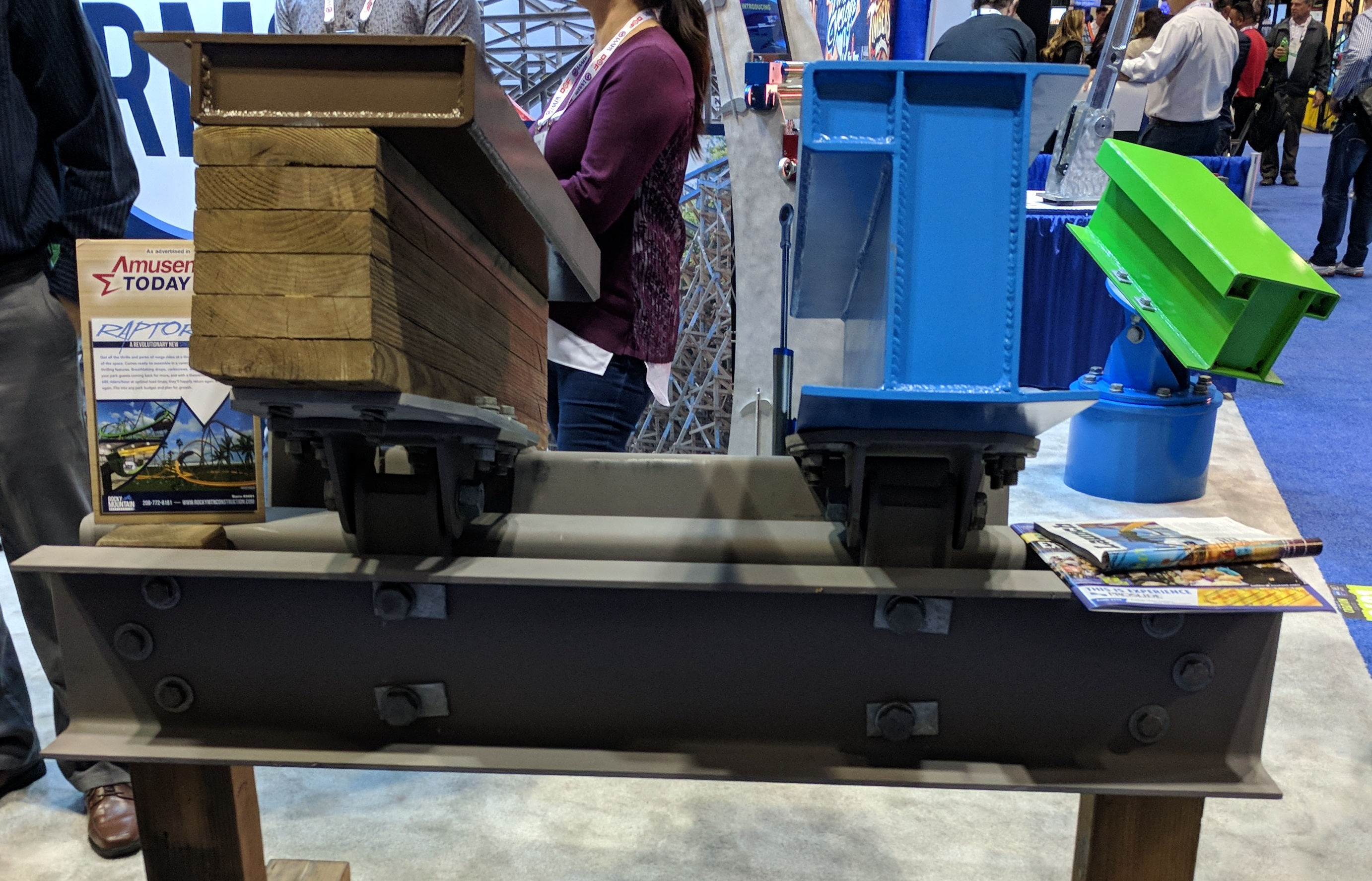
Typische Stahlschienenprofile des Herstellers RMC, die bei Hybridachterbahnen eingesetzt werden

Eine Stahlachterbahn ist eine Achterbahn, bei der die Laufschienen für die Fahrzeuge aus Stahl gefertigt sind. Stahlrohrschienen und kunststoffbeschichtete Laufflächen der Räder ermöglichen Stahlachterbahnen eine ruhigere und schnellere Fahrt als Holzachterbahnen; die Werkstoffeigenschaften des Schienenstranges lassen die Konstruktion von Anlagen mit ausgefeilteren Fahrelementen, zum Beispiel Inversionen, zu.

## Entstehung

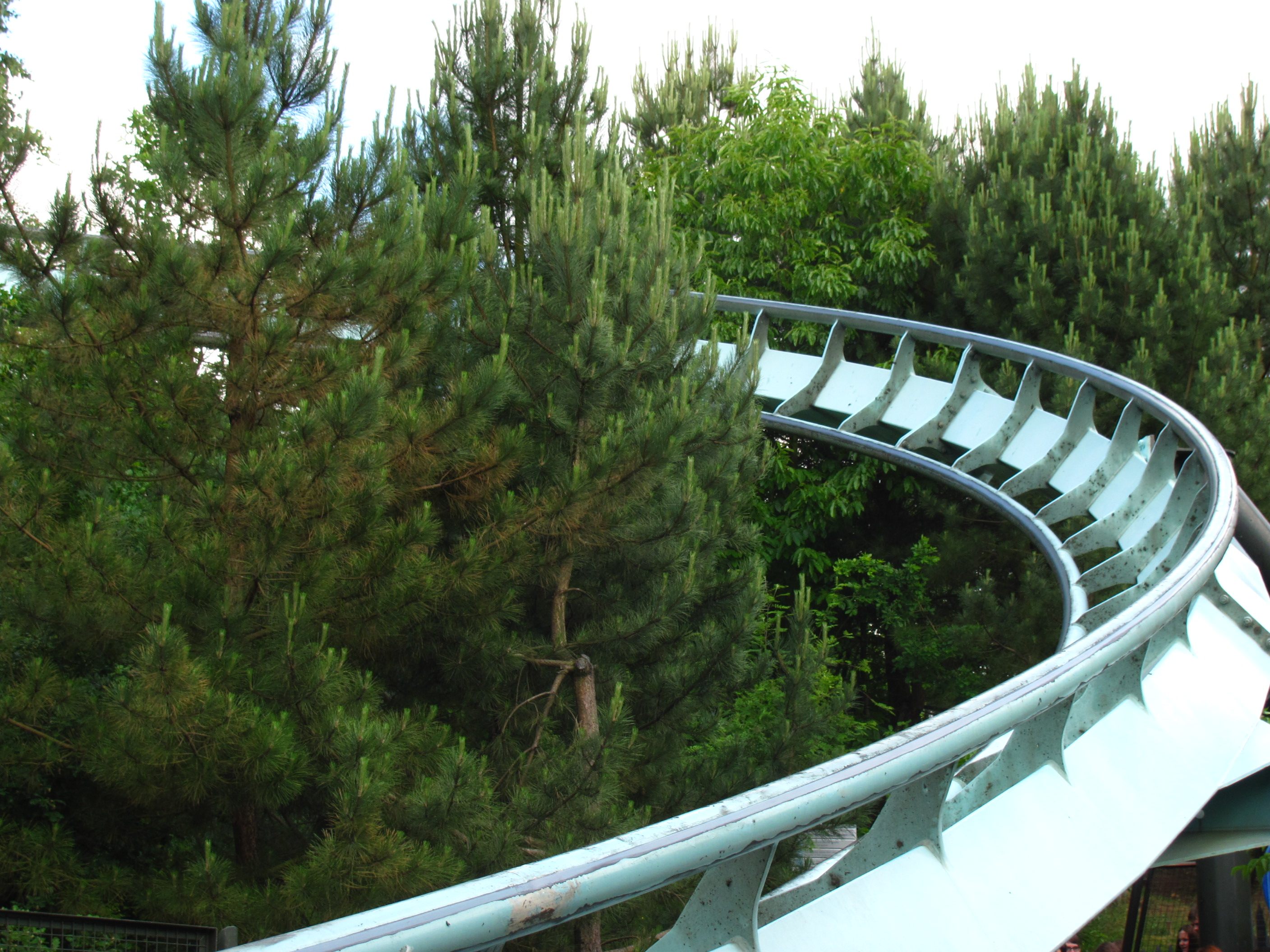
Eine nähere Aufnahme der Stahlrohre von Galactica in Alton Towers

Arrow Dynamics stellte die Stahlachterbahn mit einer Strecke aus Stahlrohren erstmals der Freizeitparkindustrie mit ihren Vertretern der Matterhorn Bobsleds (Disneyland Resort) im Jahr 1959 und dem Runaway Mine Train (Six Flags Over Texas) im Jahr 1966 vor.
Die älteste in Betrieb befindliche Stahlachterbahn in Nordamerika Little Dipper im Memphis Kiddie Park in Brooklyn, Ohio ist seit April 1952 in Betrieb. Die älteste weltweit in Betrieb befindliche Stahlachterbahn ist Montaña Suiza im Parque de Attracciones Monte Igueldo, Spanien seit 1928 in Betrieb.

## Eigenschaften
Stahlachterbahnen fahren im Allgemeinen ruhiger als Holzachterbahnen und können aufgrund der höheren Belastbarkeit der Schienen engere Kurven schneller durchfahren und so angelegt werden, dass höhere Kräfte von den Zügen auf die Strecke übertragen werden können. Einige Achterbahn-Enthusiasten bevorzugen jedoch Holzachterbahnen, da sich die unruhigere Fahrt ursprünglicher anfühlt. Fast alle Weltrekorde für höchste, schnellste und längste Achterbahnen werden derzeit von Stahlachterbahnen gehalten. Dadurch, dass weniger Stützen und Auflager benötigt werden, haben Stahlachterbahnen eine Vielzahl von Gestaltungsmöglichkeiten, wie Loopings, Korkenzieher, Zero-G-rolls und mehr als 90°-Gefälle.
Gelegentlich werden Stahlschienen mit dem für Holzachterbahnen typischen Holzgerüst kombiniert. Diese werden manchmal als Hybridachterbahnen bezeichnet. In vielen Fällen waren dies ursprüngliche Holzachterbahnen, deren ursprüngliche Holzschienen später durch Stahlschienen ersetzt wurden, während einige ursprünglich auf diese Weise gebaut wurden. Beispiele sind Excalibur in Valleyfair, Gemini und Steel Vengeance in Cedar Point, Twisted Timbers in Kings Dominion und New Texas Giant in Six Flags Over Texas. Die Schienen solcher Konversionsanlagen werden meist nicht aus Rundrohr gefertigt, sondern empfinden den ursprünglichen Querschnitt und das Funktionsprinzip von klassischen Holzachterbahnschienen nach.
Stahlachterbahnen können noch in Unterkategorien unterschieden werden. Dazu zählen z. B. Flying Coaster, Inverted Coaster, Floorless Coaster oder Suspended Coaster.

## Rekordhalter
Die folgende Liste erhebt keinen Anspruch auf Aktualität und/oder Vollständigkeit.
- Kingda Ka in Six Flags Great Adventure – mit 139 Metern, die höchste Achterbahn der Welt.[8] Zugleich ist sie mit 206 km/h die schnellste Achterbahn.[9]

- Steel Dragon 2000 in Nagashima Spa Land – mit 2.479 Metern, die längste Achterbahn der Welt.[10]

- The Smiler in Alton Towers – Achterbahn mit den meisten Inversionen der Welt (14, Stand 2021)[11]

- TMNT Shellraiser in Nickelodeon Universe Theme Park – Achterbahn mit dem steilsten Gefälle der Welt (121,5°, Stand 2021)[12]

- Silver Star im Europa-Park und Der Schwur des Kärnan im Hansa-Park – schnellste Achterbahnen Deutschlands (127 km/h, Stand 2021)[13] und gleichzeitig höchste Achterbahnen Deutschlands (73 m)[14]

- Der Amerikaner Richard Rodriguez ist im Guinnessbuch mit einem Eintrag als Achterbahndauerfahrer vertreten, wobei seine Fahrten bis zu drei Monate dauerten.

## Galerie

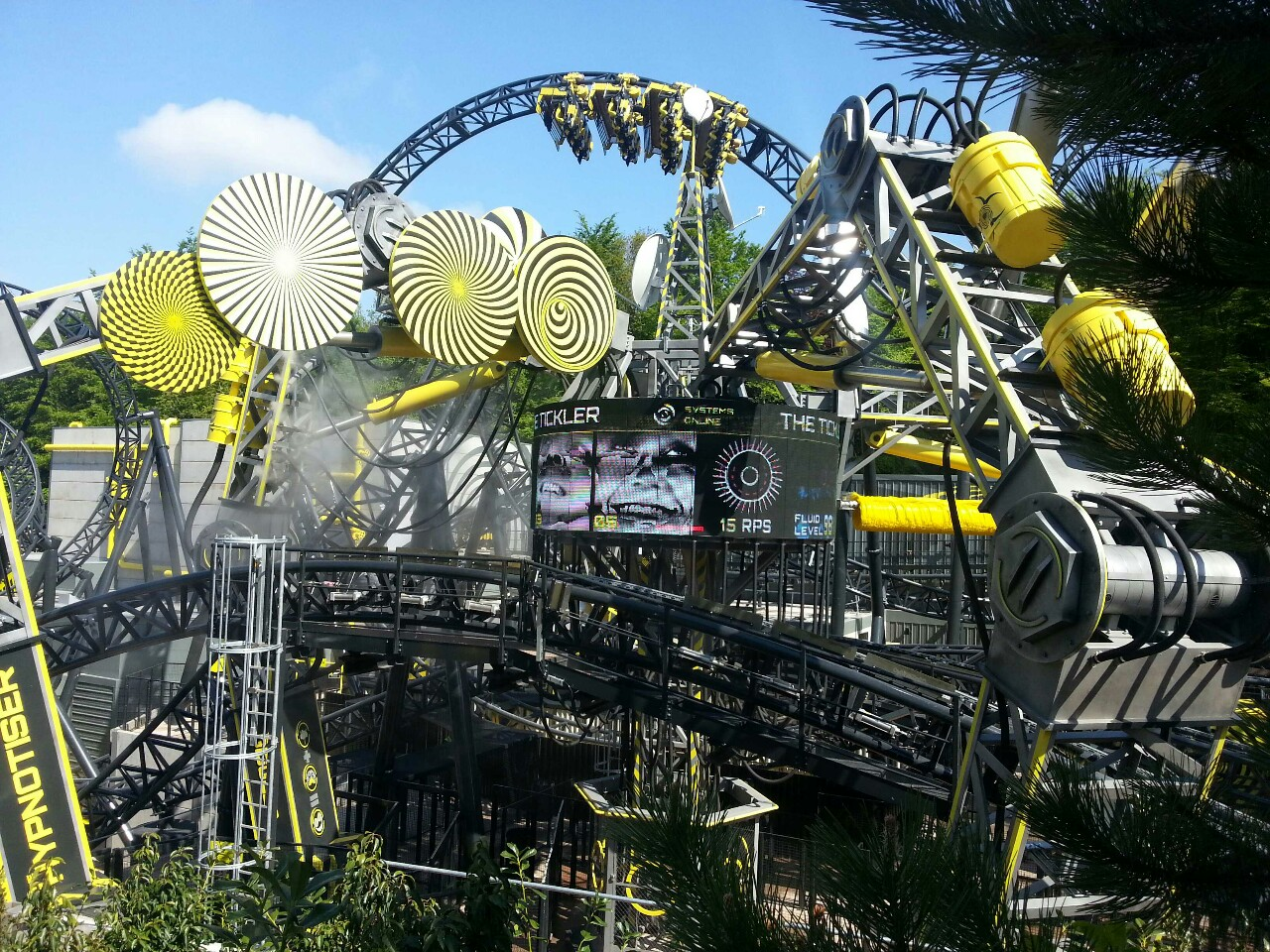
The Smiler, Infinity Coaster mit den weltweit meisten Inversionen in Alton Towers
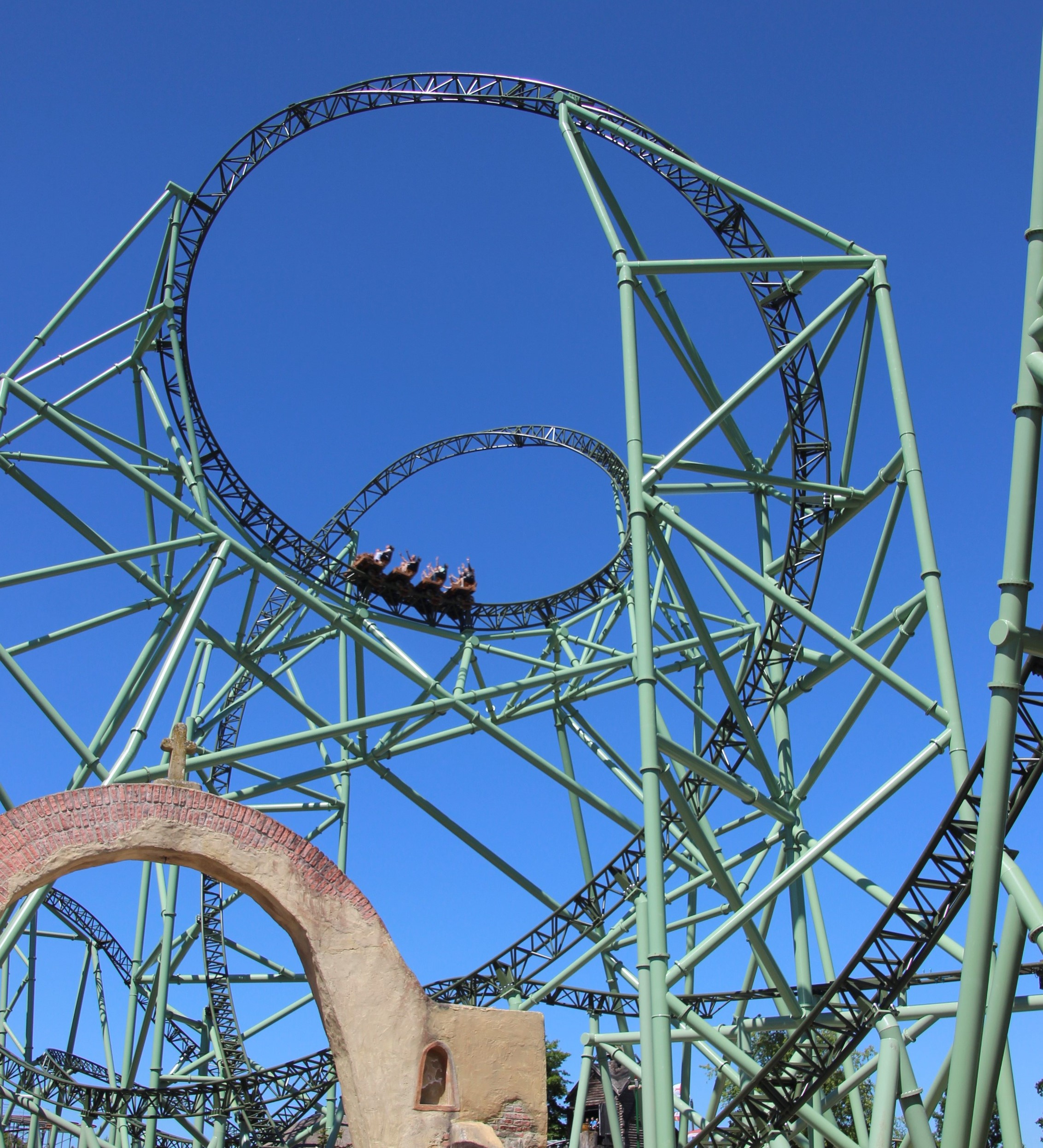
Der Schwur des Kärnan im Hansa-Park
Formula Rossa in Ferrari World Abu Dhabi
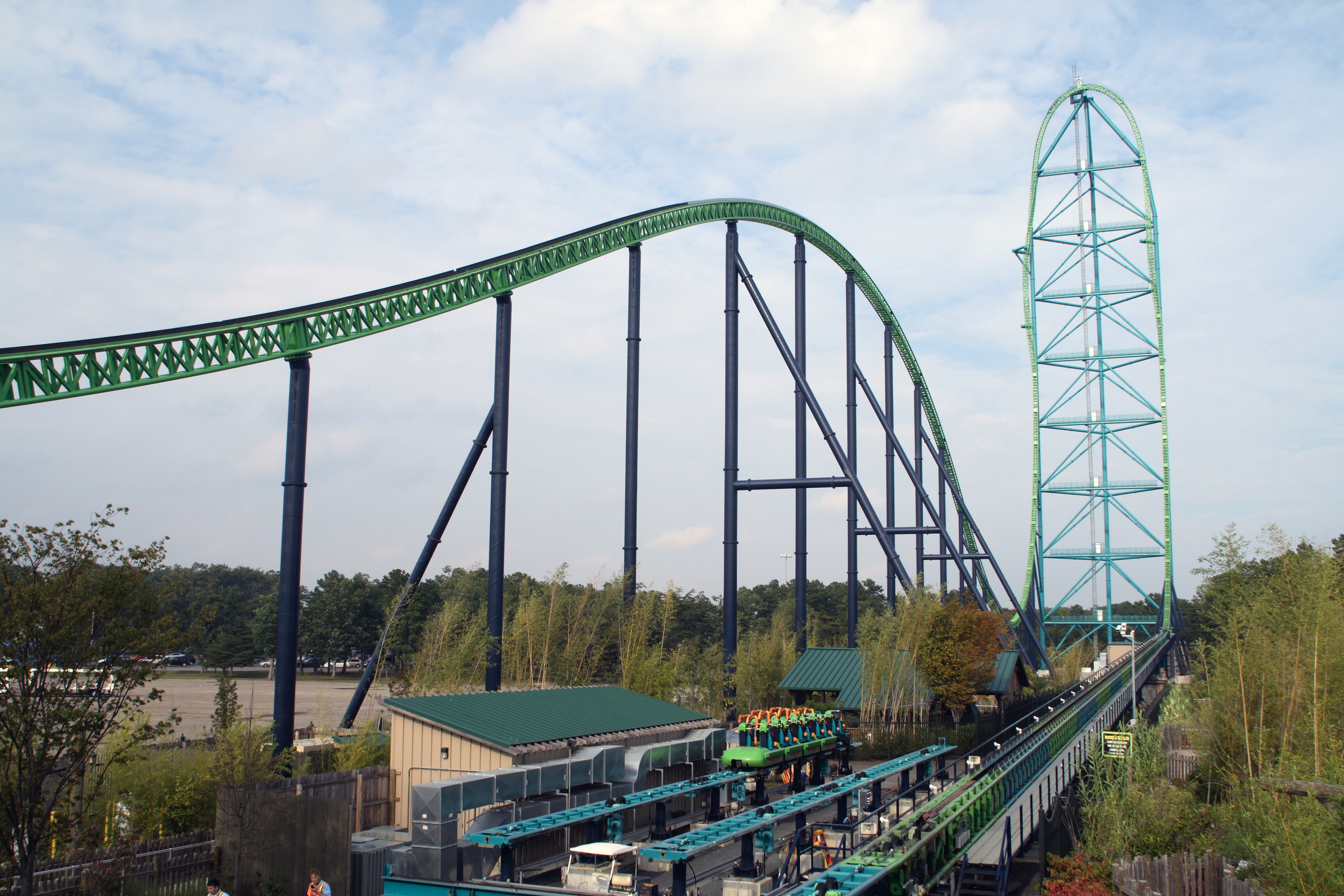
Kingda Ka in Six Flags Great Adventure